# Nunatak Podlëdnyj
Nunatak Podlëdnyj är en nunatak i Antarktis. Den ligger i Östantarktis. Australien gör anspråk på området. Toppen på Nunatak Podlëdnyj är 697 meter över havet.
Terrängen runt Nunatak Podlëdnyj är lite kuperad, och sluttar norrut. Trakten är obefolkad. Det finns inga samhällen i närheten.